# 凯·斯滕斯耶梅
凯·斯滕斯耶梅（挪威語：Kay Stenshjemmet，1953年8月9日—），挪威男子速度滑冰运动员。他曾代表挪威参加1976年和1980年冬季奥林匹克运动会速度滑冰比赛，获得二枚银牌。